# Eurovíziós Hálózat
Az Eurovíziós Hálózat (angolul Eurovision Network) az Európai Műsorsugárzók Uniójának egyik intézménye, melyet 1954-ben Genfben alapítottak. A hálózat célja televízió- és rádióműsorok, illetve tévéhíradó-felvételek cseréje volt.
A hálózat nem csak Európára terjed ki, jelenleg 75 tévé- és rádióállomás a tagja 54 európai, észak-afrikai és közel-keleti országban. Ezen túl 61 állomás társult vele Európában, Afrikában, Amerikában, Ázsiában és Óceániában. A hivatalos Eurovíziós tévéközvetítéseket az Eurovíziós logó és Marc-Antoine Charpentier Te Deumának prelúdiuma alapján lehet megismerni. Az első hivatalos közvetítés 1954. június 6-án zajlott a montreux-i Narzissenfestről.
A legnépszerűbb közvetítések közé tartozik az 1956 óta évente megrendezett Eurovíziós Dalfesztivál, a 2003 óta közvetített Junior Eurovíziós Dalfesztivál, a kétévente megrendezett Fiatal Zenészek illetve Fiatal Táncosok Eurovíziója, az évente kétszeri (húsvéti és karácsonyi) pápai Urbi et Orbi áldás, a bécsi újévi koncert, a sienai Palio, és a nagyobb európai sportesemények; mint például az úszó Európa-bajnokság. 
A név ellenére, az Eurovíziós Hálózat nincs kapcsolatban az Európai Unióval.
A szocialista országok hasonló műsorcsere-szervezete volt az 1958-ban megalakult Intervízió.

## Külső hivatkozások
1. ↑  EBU Ident - Eurovision Intro (youtube.com)
2. ↑  Intervíziós szignál. (Intervision MTV Hungary) 1970-79 (youtube.com)

- Az Eurovíziós Hálózat honlapja
- Az Európai Műsorsugárzók Uniójának aktív tagokországainak listája